# ليلى زروقي
ليلى زروقي ولدت في 1956 في سوق أهراس بالجزائر، وهي خبيرة قانونية في مجال حقوق الإنسان وإقامة العدل، عينت كممثلة خاصة للأمين العام معنية بالأطفال والنزاع المسلح برتبة وكيل أمين عام. تمتلك مسار مهني متميز في تعزيز سيادة القانون ومناصرة الاستراتيجيات والإجراءات الرامية إلى حماية الفئات المستضعفة، ولا سيما النساء والأطفال، وهو ماجعلها صوتا أخلاقيا وداعية مستقلة للتوعية وإعطاء أهمية قصوى لحقوق وحماية الأولاد والفتيات المتضررين من النزاعات المسلحة،، وأخيراً عينها الأمين العام انتونيو غوتيريش رئيسة لبعثة الامم المتحدة لحفظ السلام في جمهورية الكونغو الديموقراطية (مونوسكو)، وأن زروقي التي تشغل أيضا منصب الممثلة الخاصة للأمين العام للأمم المتحدة باشرت مهامها على رأس مونوسكو في كانون الثاني/يناير خلفا للنيجري مامان سيديكو الذي انتهت ولايته.

## خبرتها المهنية
- تخرجـت السيدة زروقي من المدرسة الوطنية للإدارة بالجزائر في عام 1980.
- شغلت منصب قاضية الأحداث وقاضية بالمحكمة الابتدائية من عام 1980 إلى عام 1986،
- عملت كقاضية بمحكمة الاستئناف من عام 1986 إلى عام 1997.
- عملت كمستشارة قانونية لديوان وزارة العدل في الفترة من عام 1998 إلى عام 2000.
- عُينت في المحكمة العليا الجزائرية في عام 2000،
- عملت مستشارة قانونية لديوان رئيس الجمهورية في الفترة من عام 2000 إلى عام 2008.
- شغلت عدة مناصب رفيعة المستوى في الحكومة الجزائرية.
- كانت عضوة في اللجنة الوطنية الجزائرية لإصلاح القضاء.[2]
- عملت كعضو في الفريق العامل المعنى بالاحتجاز التعسفي في اطار مجلس حقوق الإنسان التابع للأمم المتحدة، وفي عام 2001 شغلت منصب الرئيس المقرر للفريق العامل في الفترة من 2003 حتى مايو 2008.[1]
- شغلت في عام 2008 منصب نائبة للممثل الخاص للأمين العام ونائبة لرئيس بعثة منظمة الأمم المتحدة لتحقيق الاستقرار في جمهورية الكونغو الديمقراطية وذلك حتى تعيينها كممثلة خاصة للأمين العام معنية بالأطفال والنزاع المسلح، حيث قادت خلال تلك الفترة جهود البعثة من أجل تعزيز سيادة القانون وحماية المدنيين.[3]
- شغلت منذ عام 1993 مناصب اكاديمية مختلفة في كليات الحقوق في الجزائر حيث عملت كأستاذ في المدرسة العليا للقضاء بالجزائر.[4]

## مواقفها
- من أول الدبلوماسيين رفيعي المستوى في الأمم المتحدّة الذين تحدثوا عن انتهاكات حقوق الأطفال في سوريا والوضع المأساوي هناك.
- أصابت الخارجية الإسرائيليّة بالقلق بسبب تقريرها للأمين العام للأمم المتحدة، بوصفها مبعوثته الخاصة بقضايا الأطفال الذي قدمته لمجلس الأمن الدولي حول انتهاكات الاحتلال المستمرة للأطفال أثناء العدوان الأخير على قطاع غزّة في يوليو 2014.[5]
- اعتبرت ظاهرة تجنيد الأطفال ظاهرة عالمية. حيث يجبر الأطفال على ترك المدارس والحرمان من حنان الأهل ويزجون في الحروب، يستخدمون كقنبلة موقوتة، يستعملون للقتل ولمشاهدة القتل والمشاركة في القتل، يحرمون من طفولتهم، وتحرم بلدانهم من المستقبل.[6]، وطالبت المجتمع الدولي والدول الأعضاء في الأمم المتحدة برفض هذه الممارسة والإقرار بأن مرتكبي هذه الأعمال مجرمون لا ينبغي أبدا الصفح عنهم لإسائتهم إلى الأطفال.[7]